# Luftlandegeschwader 1
1-ша десантно-транспортна ескадра (нім. Luftlandegeschwader 1 (LLG 1) — спеціальна планерна транспортна ескадра Люфтваффе часів Другої світової війни.

## Історія
1-ша десантно-транспортна ескадра заснована 27 липня 1940 року у Гільдесгаймі шляхом розгортання штабу ескадри та двох авіаційних груп. 22 серпня 1940 року була сформована III група в Брауншвейг-Ваггумі, а потім, у січні 1943 року, IV група в Лангендібаху. У квітні 1943 року групи були розширені з трьох до чотирьох ескадрилей. Групи були оснащені переважно наступними видами летальних апаратів:
- штаб Do 17 і DFS 230
- I. група Do 17 і DFS 230
- II. група Avia B-534 і DFS 230, з квітня 1943 року — Ju 87 і DFS 230
- III. група Hs 126 як буксирувальний літак і DFS 230
- IV. група Avia 65 та DFS 230

Після формування ескадри її підрозділи залишалися на своїх базах. Лише у квітні 1941 року I. група змінила аеродром перебування на Танагру у Греції, де готувалася до повітрянодесантної операції на Крит. 20 травня, діючи в першій хвилі, вона доставила на острів німецьких десантників. При посадці багато планерів зламалися. З червня І. група повернулася в Гільдесгайм.
Потім ескадра брала участь у німецько-радянській війні. У битві під Москвою, що почалася 2 жовтня, I група була підпорядкована II авіаційному корпусу 2-го повітряного флоту.
У січні 1943 року штаб, І та ІІ групи передислокувалися до Запоріжжя на півдні Радянського Союзу, звідкіля здійснювали польоти з постачанням до оточених німецьких військ у Сталінградському «мішку». У лютому I, II і IV групи зі штабом ескадри перемістилися на аеродром Керч IV на Керченському півострові. Звідти переправляли німецьких солдатів через Керченську протоку з Кавказу до Криму. У квітні ескадра повернулася на місця базування.
У травні-червні 1943 року штаб ескадри та частини I—III груп перебували в південній Франції з дислокацією у Лезіньяні, Екс-ле-Міль і Валансі.
З лютого-березня 1944 року II і III. групи діяли на Балканах у південно-східній Європі. Базувалися в Зркле і Алібунарі, а з травня також у Крушеваці. Там буксирні літаки Junkers Ju 87 II. групи використовувалися в основному як штурмовики в наземних боях.
9 вересня 1944 року ескадра була розформована, а II. група стала Nachtschlachtgruppe 10, продовжувала літати на своїх Ju 87. Решта колишніх підрозділів ескадри використовувалися на землі в останніх битвах війни.

## Командування

### Командири
- оберстлейтенант Густав Вільке (22 липня 1940 — серпень 1941);
- генерал-майор Рюдігер фон Гейкінг (1 листопада 1941 — 24 листопада 1942);
- оберст Ганс Еггерш (нім. Hans Eggersh) (7 грудня 1942 — 9 вересня 1944).

### Командири I./LLG 1
- Майор Вальтер Кісс (нім. Walter Kiess) (21 серпня — грудень 1940);
- Майор Карл Штайн (нім. Karl Stein) (грудень 1940 — 22 серпня 1941);
- Майор Пітер Інгенговен (нім. Peter Ingenhoven) (22 серпня 1941 — 14 серпня 1942);
- Гауптман Ганс Круг (нім. Hans Krug) (14 серпня 1942 — 9 вересня 1944).

### Командири II./LLG 1
- Гауптман Арнольд Віллердінг (нім. Arnold Willerding) (21 серпня — 29 грудня 1940);
- Гауптман Отто Пфістер (нім. Otto Pfister) (30 грудня 1940 — 7 грудня 1941);
- Гауптман Вольфганг Войт (нім. Wolfgang Voigt) (7 грудня 1941 — червень 1942);
- Гауптман Людвіг Ріпс (нім. Ludwig Reeps) (1 липня — грудень 1942);
- Гауптман Карл-Ганс Шоман (нім. Karl-Heinz Schomann) (грудень 1942 — березень 1943);
- Гауптман Ганс Швайцер (нім. Hans Schweitzer) (березень — 19 березня 1943);
- Гауптман Гайнц Траутвайн (нім. Heinz Trautwein) (20 березня — 14 червня 1943);
- Майор Ебергард Янке (нім. Eberhard Jahnke) (14 червня 1943 — 9 вересня 1944).

### Командири III./LLG 1
- Майор Ріхард Купшус (нім. Richard Kupschus) (2 вересня 1940 — вересень 1941);
- Гауптман Ебергард Вілдгаген (нім. Eberhard Wildhagen) (вересень — 1 жовтня 1941);
- Гауптман Вебер (нім. Weber) (1 жовтня 1941 — жовтень 1942);
- Гауптман Гергард Ланге (нім. Gerhard Lange) (10 жовтня 1942 — 24 червня 1943);
- Гауптман Йозеф Карл (нім. Josef Karl) (25 червня 1943 — ?);
- Гауптман Ганс-Гюнтер Недден (нім. Hans-Günther Nedden) (серпень 1944);
- Майор Ебергард Вілдгаген (1 вересня — 18 вересня 1944).

### Командири IV./LLG 1
- ? Вальтер Шерф (нім. Walter Scherf) (1943)

## Основні райони базування 1-ї десантно-транспортної ескадри

### Основні райони базуванняштабуLLG 1
| 27 липня 1940 — січень 1943  | Гільдесгайм     | Do 17, DFS 230 |
| січень — лютий 1943          | Запоріжжя       | Do 17, DFS 230 |
| лютий — квітень 1943         | Багерове        | Do 17, DFS 230 |
| квітень — червень 1943       | Гільдесгайм     | Do 17, DFS 230 |
| червень — серпень 1943       | Лезіньян        | Do 17, DFS 230 |
| серпень — вересень 1943      | Пратика-ді-Маре | Do 17, DFS 230 |
| вересень 1943 — серпень 1944 | Нансі           | Do 17, DFS 230 |
| серпень — 9 вересня 1944     | Зркле           | Do 17, DFS 230 |

### Основні райони базування I./LLG 1
| 27 липня 1940 — квітень 1941   | Гільдесгайм      | Ju 52/DFS 230 |
| квітень — червень 1941         | Танагра          | Ju 52/DFS 230 |
| червень 1941 — червень 1942    | Гільдесгайм      | Ju 52/DFS 230 |
| червень — вересень 1942        | Афини-Татої      | Ju 52/DFS 230 |
| вересень 1942 — січень 1943    | Гільдесгайм      | Do 17/DFS 230 |
| січень — лютий 1943            | Запоріжжя        | Do 17/DFS 230 |
| лютий — квітень 1943           | Керч IV          | Do 17/DFS 230 |
| квітень — травень 1943         | Гільдесгайм      | Do 17/DFS 230 |
| травень 1943                   | Гаель            | Do 17/DFS 230 |
| травень — серпень 1943         | Лезіньян         | Do 17/DFS 230 |
| серпень — вересень 1943        | Істр             | Do 17/DFS 230 |
| вересень 1943 — 1 вересня 1944 | Страсбург-Енцайм | Do 17/DFS 230 |
| 1 — 9 вересня 1944             | Гіссен           | Do 17/DFS 230 |

### Основні райони базування II./LLG 1
| 27 липня 1940 — січень 1943   | Гальберштадт      | Ju 52/DFS 230      |
| квітень — червень 1941        | Запоріжжя         | Avia B-534/DFS 230 |
| лютий — квітень 1943          | Керч IV           | Avia B-534/DFS 230 |
| квітень — червень 1943        | Гальберштадт      | Ju 87/DFS 230      |
| червень — вересень 1943       | Екс-Ле-Міль       | Ju 87/DFS 230      |
| вересень 1943 — березень 1944 | Страсбург-Полігон | Ju 87/DFS 230      |
| березень — травень 1944       | Аграм             | Ju 87/DFS 230      |
| травень — 9 вересня 1944      | Зркле             | Ju 87/DFS 230      |

### Основні райони базування III./LLG 1
| 22 серпня 1940 — січень 1942   | Брауншвейг-Ваггум | Hs 126/DFS 230       |
| січень 1942 — січень 1943      | Гослар            | Hs 126/Avia /DFS 230 |
| січень — березень 1943         | Рига-Спілве       | Hs 126/DFS 230       |
| березень — квітень 1943        | Гослар            | Hs 126/Do 17/DFS 230 |
| квітень — травень 1943         | Бомон-сюр-Уаз     | Hs 126/Do 17/DFS 230 |
| травень — вересень 1943        | Валанс            | Hs 126/DFS 230       |
| вересень 1943 — лютий 1944     | Нансі             | Hs 126/DFS 230       |
| лютий — 7 травня 1944          | Алібунар/Белград  | Hs 126/DFS 230       |
| 7 травня1943 — 18 вересня 1944 | Крушеваць         | Hs 126/DFS 230       |

### Основні райони базування IV./LLG 1
| січень 1943          | Лангендібах | Avia 65/DFS 230 |
| січень — лютий 1943  | Запоріжжя   | Avia 65/DFS 230 |
| лютий — квітень 1943 | Керч IV     | Avia 65/DFS 230 |
| квітень 1943         | Лангендібах | Avia 65/DFS 230 |

### Основні райони базування окремої 17./LLG 1
| грудень 1942 — 25 січня 1943 | Деберіц     | DFS 230 |
| 25 січня — квітень 1943      | Багерове    | DFS 230 |
| квітень — червень 1943       | Гільдесгайм | DFS 230 |
| червень 1943                 | Оранж       | DFS 230 |

### Основні райони базування спецгрупи Sondergruppe./LLG 1
| серпень — 30 серпня 1943  | Лезіньян        | Do 17/Hs 126/Avia/DFS 230 |
| 30 серпня — вересень 1943 | Пратика-ді-Маре | Do 17/Hs 126/Avia/DFS 230 |